# Вжешня
Вжѐшня (на полски: Września; на немски: Wreschen) е град в Централна Полша, Великополско войводство. Административен център е на Вжешнянски окръг и Вжешнянска община. Заема площ от 12,73 км2.

## География
Градът се намира в историческия регион Великополша. Разположен е по двата бряга на река Вжешница, източно от Познан и южно от Гнезно.

## История
Първото споменаване на селището датира от 1256 година. След второто разделяне на Жечпосполита през 1793 година Вжешня бил присъединен към Прусия и останал немско владение до 1918 година с изключение на периода (1807 – 1815), когато е част от Варшавското княжество. На 28 декември 1918 година немския гарнизон е изгонен и градът влязъл в границите на възстановената полска държава.
В периода (1975 – 1998) е част от Познанското войводство.

## Население
Населението на града възлиза на 30 279 души (2017 г.). Гъстотата е 2379 души/км2.

## Личности
Родени в града:
- Едвард Ликовски – полски духовник, примас на Полша (1914 – 1915 г.)
- Петер Люцас – полски актьор
- Пшемислав Ципянски – полски актьор
- Роман Якобчак – полски футболист
- Лукаш Кошарек – полски баскетболист
- Ярослав Кукулски – полски композитор
- Оля Обарска – полска актриса
- Томаш Шимковяк – полски лекоатлет, олимпиец

## Градове партньори
- Гарбсен, Германия